# Magyarszék
Magyarszék là một thị trấn thuộc hạt Baranya, Hungary. Thị trấn này có diện tích 13,86 km², dân số năm 2010 là 1101 người, mật độ 79 người/km².